# Turbicellepora areolata
Turbicellepora areolata är en mossdjursart som först beskrevs av Canu och Bassler 1925.  Turbicellepora areolata ingår i släktet Turbicellepora och familjen Celleporidae. Inga underarter finns listade i Catalogue of Life.